# Mansonia melanesiensis
Mansonia melanesiensis är en tvåvingeart som beskrevs av John Nicholas Belkin 1962. Mansonia melanesiensis ingår i släktet Mansonia och familjen stickmyggor. Inga underarter finns listade i Catalogue of Life.